# Velika nagrada Pacifika
Velika nagrada Pacifika bila je utrka Formule 1 vožena na stazi TI Circuit u blizini grada Aide u Japanu.
Utrka je održana u samo dva navrata, 1994. i 1995. godine, a oba puta pobjednik je bio Michael Schumacher. Utrka održana 1994. bila je druga u kalendaru Formule 1, dok je ona 1995. zbog posljedica potresa u obližnjem Kobeu održana kao 15. utrka sezone. U prvoj utrci održanoj 1994. Michael Schumacher stigao je do lagane pobjede nakon što je Ayrton Senna bio upleten u sudar s Mikom Häkkinenom i Nicolom Larinijem u prvom zavoju. Utrka održana 1995. godine bila je puno bogatija događanjima na stazi, a kulminirala je taktičkom pobjedom Michaela Schumachera, koji je njome osigurao drugi naslov svjetskog prvaka i u to vrijeme postao najmlađi dvostruki svjetski prvak u Formuli 1. Taj Schumacherov rekord oborio je Fernando Alonso osvojivši drugi naslov svjetskog prvaka 2006. godine.
Kada je za sezonu 2007. najavljeno da će Velika nagrada Japana biti premještena sa Suzuke na Fuji Speedway, u medijima su se pojavila nagađanja da bi Suzuka mogla zadržati utrku Formule 1 pod nazivom VN Pacifika, ali je kasnije odlučeno da će se Suzuka i Fuji izmjenjivati u održavanju VN Japana od 2009. godine nadalje.

## Pobjednici

### Višestruki pobjednici (vozači)
| Pobjede | Vozač              | Pobjednička godina |
| ------- | ------------------ | ------------------ |
| 2       | Michael Schumacher | 1994, 1995.        |

### Višestruki pobjednici (konstruktori)
| Pobjede | Konstruktor | Pobjednička godina |
| ------- | ----------- | ------------------ |
| 2       | Benetton    | 1994, 1995.        |

### Pobjednici po godinama
| Godina | Vozač              | Konstruktor            | Staza           |
| ------ | ------------------ | ---------------------- | --------------- |
| 1994.  | Michael Schumacher | Benetton-Ford Cosworth | TI Circuit Aida |
| 1995.  | Michael Schumacher | Benetton-Renault       | TI Circuit Aida |